# California (film, 1927)

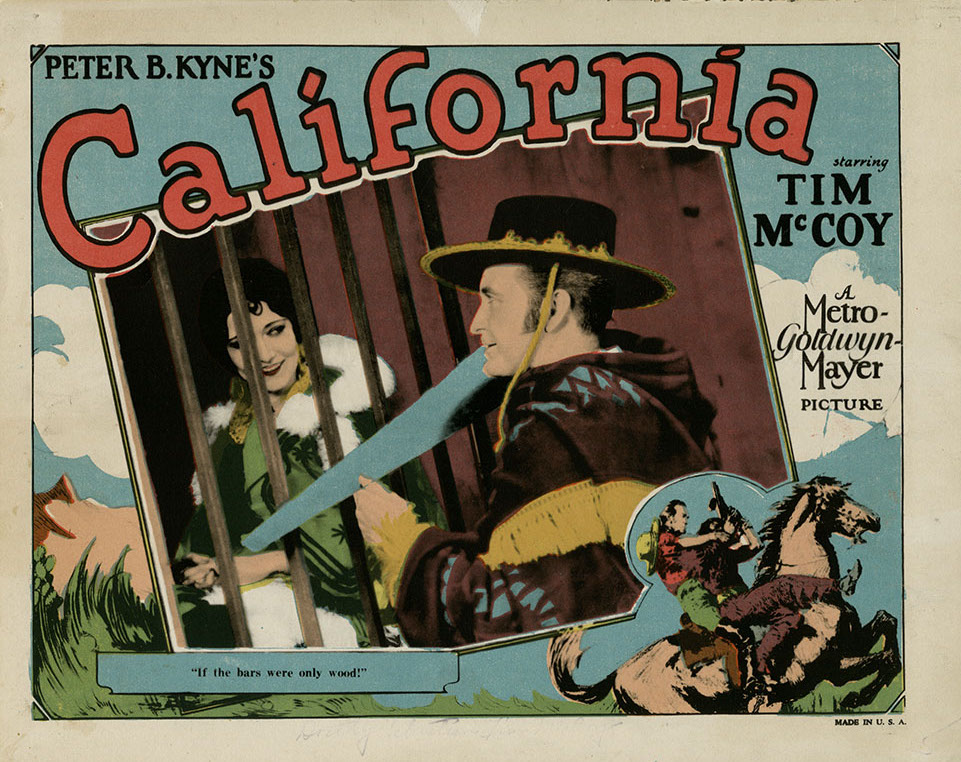
Carte promotionnelle du film.

Pour les articles homonymes, voir California.
California est un western américain réalisé par W. S. Van Dyke, sorti en 1927.

## Synopsis
Le film met en scène la bataille de San Pasqual, du 6 au 7 décembre 1846, une bataille de la guerre américano-mexicaine de 1846 à 1848, au cours de laquelle les dragons américains du général Stephen W. Kearn combattent les lanciers californiens dans la vallée de San Pasqual, à l'est d'Escondido, en Californie.

## Fiche technique
- Réalisation : W. S. Van Dyke
- Scénario : Marian Ainslee, Ruth Cummings, Frank Davis d'après une histoire de Peter B. Kyne
- Producteur : Erich Pommer
- Photographie : Clyde De Vinna
- Montage : Basil Wrangell
- Production : Metro-Goldwyn-Mayer
- Distributeur : Metro-Goldwyn-Mayer
- Durée : 56 minutes (5 bobines)[2]
- Date de sortie : 7 mai 1927

## Distribution
- Tim McCoy : Capt. Archibald Gillespie
- Dorothy Sebastian : Carlotta del Rey
- Marc McDermott : Drachano
- Frank Currier : Don Carlos del Rey
- Fred Warren : Kit Carson
- Lillian Leighton : Duenna
- Edwin Terry : Brig. Gen. Stephen W. Kearny